# Agudás
Agudás são descendentes de mercadores de escravos ou escravos libertos no Brasil (afro-brasileiros) e retornados ao Benim. Numerosos, esses "brasileiros" estabeleceram-se na região da antiga Costa dos Escravos – que abrangia todo o golfo de Benim, indo da atual cidade de Lagos, na Nigéria, até Acra, em Gana – entre os séculos XVIII e XIX.
O termo “agudá” é uma corruptela em iorubá, fon ou mina de Ajudá, nome português da cidade de Uidá, no antigo Daomé, atual Benim, e é utilizado na região que corresponde à antiga Costa dos Escravos — Togo, Benim e Nigéria ocidental — para designar os africanos que possuem sobrenome de origem portuguesa, originalmente escravos retornados de origens diversas que se assimilaram aos brasileiros já estabelecidos na região.
Milton Guran em seu livro “Agudás – os ‘brasileiros’ do Benim” resume: 
Brasileiros (brésiliens, Brazilians) é o nome de referência que foi dado a este grupo, e por ele adotado, havendo algumas variações locais: amarôs em Togo e na Nigéria, tabom em Gana. Mas a referência a estes como brasileiros aparece praticamente em todos os lugares.
Segundo Guran, eles são diferentes dos outros, vestem-se como brancos, comem com talheres e possuem profissões no sentido capitalista do termo, como pedreiros, marceneiros, carpinteiros, alfaiates, entre outras. Muito frequentemente, são alfabetizados e se consideram do lado do progresso e da modernidade diante de uma sociedade que eles percebem agora como primitiva a atrasada. Enquanto esta sociedade, continua vendo-os como escravos, mas com “maneiras de branco”.
Os “brasileiros” do Benim, nas línguas locais (com elementos arcaicos do português brasileiro), referem-se aos descendentes dos antigos escravos do Brasil que retornaram à África durante o século XIX, bem como dos comerciantes baianos lá estabelecidos nos séculos XVIII e XIX. Possuem nomes de família como Souza, Silva, Almeida, entre outros, festejam Nosso Senhor do Bonfim, dançam a burrinha (uma forma arcaica do bumba-meu-boi), fazem desfiles de Carnaval e se reúnem frequentemente em torno de uma feijoada ou de um kousidou. Ainda hoje é comum os agudás mais velhos se cumprimentarem com um sonoro “Bom dia, como passou?” “Bem, ‘brigado’” é a resposta.
Os principais e mais imediatos marcadores de identidade dos agudás são o tom de pele – em geral – mais claro, em virtude de miscigenações ocorridas entre os nativos africanos e/ou portugueses e/ou brasileiros; os sobrenomes portugueses e as vestes "à ocidental".

## História
A conquista e a colonização da América impulsionaram o comércio negreiro. As plantações surgidas no Caribe e a montagem dos sistemas mineradores no México e nos Andes estimularam o estabelecimento da ligação direta entre África e as Américas. A maioria dos africanos desembarcou em portos na América. A colonização da América portuguesa intensificou o fluxo de escravos através do Atlântico, embora Lisboa se interessasse mais pelo comércio com o Oriente. No início do século XVI havia predomínio de traficantes lusitanos no litoral africano. Apenas na segunda metade do século XVI apareceram os reais competidores, os ingleses, cuja expansão marítima ocorreu velozmente após a Reforma Anglicana. O tráfico dos ingleses e ibéricos abrangia o litoral e estendia até a baía do Benim.
O predomínio luso começou a decair em 1611-1612, com a construção do forte de Nassau, na Costa do Ouro. Os holandeses depois quando conseguiram instalar dois pequenos fortes na ilha de Goreia, na Senegâmbia. Por fim, os holandeses conseguiram deslocar os portugueses em Elmina (1637), obrigando-os a fixar a sua atenção nas baías de Benim e de Biafra, área que ficou conhecida como Costa dos Escravos. Quase um século mais tarde, em 1721, depois de muitas tentativas mal sucedidas, construíram em Uidá, o forte São João de Ajuda.
O forte, ligado administrativamente ao vice-rei do Brasil, proveu apoio decisivo às atividades dos negreiros baianos lá estabelecidos, que financiaram sua construção. Um segundo influxo da presença brasileira deu-se com a chegada de milhares de africanos retornados, muitos dos quais por vontade própria, em um trânsito que, embora tivesse sido mais intenso entre os séculos XVIII e XIX, prolongou-se até o começo do século XX.
Em 1745, o português Echaristis Campos visualizou o potencial da região do Golfo do Benim para comercializar os africanos com a Bahia. Logo em seguida João de Oliveira, escravo liberto, aí se instalou para dar início às transações. Os africanos que foram escravizados e levados ao Brasil não formavam um grupo homogêneo, tinham origens diversas (mina, fon, iorubá), falavam diferentes línguas e tinham diferentes costumes e crenças. Pierre Verger afirma que os escravos, na Bahia, formavam pequenos grupos, unidos pela etnia comum, e se encontravam em pontos fixos da cidade.
Os negros africanos eram desumanizados, tornados objetos e comercializados como escravos. Assim, os senhores de escravos conseguiriam ter maior controle sobre eles, como também sobre a produção. Esses homens e mulheres tirados de seu local de origem, chegavam aos portos brasileiros e eram comprados e levados para trabalhar em lavouras, nos engenhos, nas minas, nas cidades, nas casas dos senhores e até aprendiam pequenos ofícios em que a renda era transmitida ao seu dono, que ficaram conhecidos como escravos de ganho. Ocorreu dessa forma desde o século XVI, por volta do ano 1550 até o século XIX, quando em 1888 houve a promulgação da lei áurea.

### Estabelecimento na África
Houve dois momentos principais em que os ex-escravos retornaram à África. Pierre Verger avalia que houve dois tipos de influência nesses momentos.
O primeiro momento foi após a Revolta dos Malês que aconteceu na Bahia em janeiro de 1835, em medida repressiva os escravos que participaram da revolta foram deportados para seu continente de origem. A volta foi sofrida passivamente e involuntária.
Já o segundo momento, foi após a abolição da escravidão no Brasil em 1888. Mas desde o século XVIII já havia escravos que conseguiam sua alforria e retornavam ao seu país. Essa volta era voluntária e espontânea ligada à memória da pátria de origem. Muitos ex-escravos também retornavam com a esperança de enriquecer com o tráfico.
Ao retornarem à África, não voltavam para a região em que nasceram ou que saíram. Havia diversos motivos: a tribo já ter sido eliminada ou por terem medo de retornar, já que foram vendidos por suas famílias ou autoridades locais.
Milton Guran calcula que entre 7000 e 8000 são o número de retornados a se instalarem na região nesse segundo momento de chegada maciça dos antigos escravos, a partir de 1835. (O termo retornadoes o termo aplica-se indistintamente aos tabons e aos agudás.)

### Formação histórica da identidade Agudás
Esses africanos retornados aos diversos portos do Golfo de Benim haviam-se transformado a partir de suas vivências no Brasil, sofrendo processo de colonização urbana, eram em sua maioria escravos urbanos, como serviçais domésticos ou como escravos de ganho, de forma que sua referência cultural era, agora, a dos hábitos de seus senhores, procuravam reproduzir na África o comportamento das elites baianas. Contudo, a assimilação desse comportamento se deu de forma grosseira, porque traziam consigo suas próprias vivências. A cultura agudá passou a ser uma cultura à europeia, da mesma forma que se construía no Brasil, mas havia incorporado práticas mais ligadas aos escravos do que a seus senhores no Brasil.
Durante a segunda metade do século XIX, esses agudás constituíram uma sociedade à parte, basicamente endogâmica, distinta também pela adesão ao catolicismo e à instrução escolar, provida em escolas fundadas por eles mesmos, e vedadas aos súditos de Abomé. Nesse momento, a sociedade agudá era composta pelos descendentes dos traficantes de escravos, os escravos retornados, e também seus descendentes e escravos. O novo posicionamento identitário permitiu aos retornados serem cidadãos de plenos direitos. A identidade social era construída a partir da noção da diferença e da memória de um patrimônio cultural comum a se preservar. O cultivo da diferença alimenta, na população local, a imagem dos “brasileiros” como pretensiosos, contudo, é inegável que os agudás desempenharam e desempenham papel de destaque no processo de construção do Benim moderno.
Para Guran, esta é uma etnia e não uma comunidade de estrangeiros. Pois estes possuem uma identidade social que os elege a esta categoria. Todos possuem sobrenomes em português, mesmo que não tenham nascido no Brasil pois como escravos libertos adotaram o sobrenome de seu antigo senhor.

## Arquitetura
Os escravos, ensinados a ser carpinteiros, marceneiros e pedreiros no Brasil, eram artesões notáveis pelas suas habilidades técnicas e eram conhecidos pelo estilo exuberante e individualista nas portas, fachadas que eram pintadas de cores vivas e colunas de concreto volumosas, as quais tem raízes nos estilos barroco populares no Brasil no século XVIII.
No início do século XVIII, em Lagos, o estilo de arquitetura dominante eram casas de barro e palafitas usando folhas de colmo como telhados, estas casas eram geralmente divididas em compartimentos para manter a família extensa. A residência dos Oba e dos chefes eram muito maiores, possuíam grandes pátios, pilares e arcos, uma mistura de estilos europeus e indígenas. A influência europeia se enraizou durante o reinado de Oba Akinsemoyin que convidou ex-escravos portugueses para Lagos, e em troca, eles renovaram seu palácio usando tijolos para a estrutura e as telhas importadas de Portugal. Na década de 1830, a migração dos retornados emancipados começou a mudar o estilo arquitetônico. Influenciados pelos planos simétricos da casa colonial brasileira, eles introduziram um novo estilo em Lagos que logo foi adotado por comerciantes ricos.
O estilo brasileiro de arquitetura tornou-se dominante na Ilha de Lagos no final do século XIX. Existem principalmente casas de um andar construídas para residentes de classe média e outras eram prédios de estuque (sobrados) de dois ou três andares construídos para os mais abastados. Os edifícios com andares conferiam prestígio ao proprietário. As casas foram construídas para uma família nuclear em contraste com a arquitetura iorubá que construía para uma estrutura familiar extensa
Este estilo foi proeminente na antiga Lagos durante o final do século XIX e XX, mas como a cidade cresceu, muitas das casas foram remodeladas ou demolidas para casas maiores.

### Construções históricas
- Casa Hephzhi: Esta casa foi concluída em 1924, foi a residência do P.H. Williams, um comerciante de Lagos cujos pais viajaram de volta à África de Trinidad quando ele era menino. A casa é um edifício de três andares projetado por Herbert Macaulay. A porta da frente se abre para uma grande passagem que levava os hóspedes para a sala de estar, dois quartos contíguos formam as laterais. Uma escada de madeira sobe com o mesmo padrão, como o andar de baixo, mas com passagens e quartos menores. As janelas são grandes e estão localizadas nos dois lados da estrutura e também na parte de trás do edifício.
- Catedral da Santa Cruz: Esta foi a primeira igreja católica e a primeira igreja de tijolo construída em Lagos, a construção começou em 1878 e foi concluída em 1880. A aparência da estrutura é cruciforme com naves de corredor, transeptos e duas torres. Embora os trabalhadores brasileiros preferissem um estilo barroco, os missionários franceses que supervisionavam a construção impunham um estilo gótico que era usado.
- Casa da Água: Esta casa foi construída por João da Rocha e depois expandida por seu filho, Cândido. Chamava-se a Casa da Água porque João da Rocha cavou um poço no quintal que era usado para vender água para os habitantes locais. Ele queria que a casa fosse construída em um estilo semelhante à casa que ele viveu na Bahia depois que ele ganhou a alforria. A casa é barroca brasileira e foi originalmente construída para uma família nuclear, mas extensões estruturais incluídas na década de 1960 acomodaram mais membros da família.Catedral da Santa Cruz, Lagos.

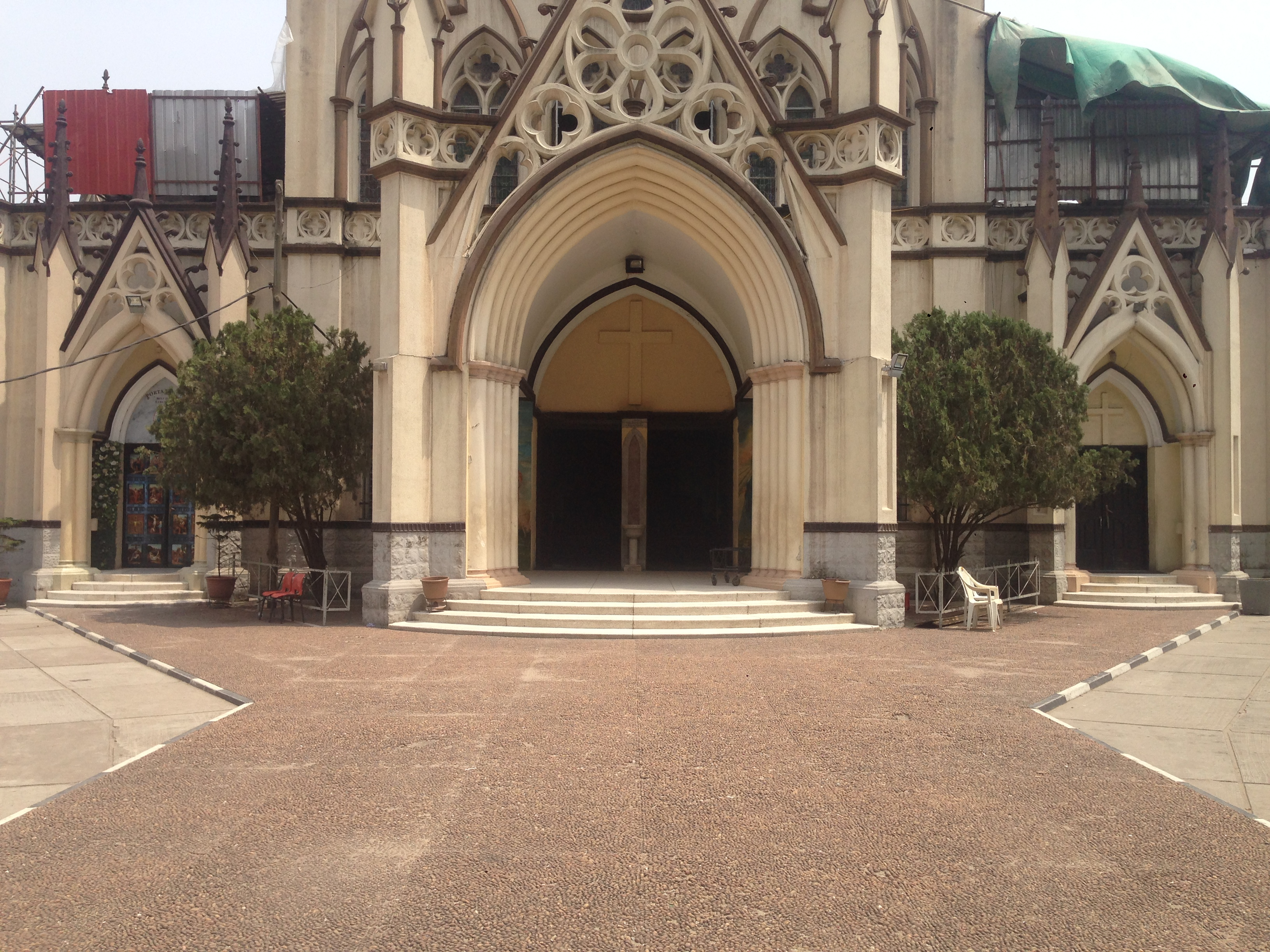
Catedral da Santa Cruz, Lagos.